# 钝叶山鸡椒
钝叶山鸡椒（学名：Litsea cubeba f. obtusifolia）为樟科木姜子属山鸡椒下的一个变型。